# Othorene
Genre
Othorene est un genre de lépidoptères (papillons) appartenant à la famille des Saturniidae, à la sous-famille des Ceratocampinae.

## Liste d'espèces
Selon NCBI (27 mai 2011) :
- Othorene purpurascens
- Othorene verana